# Oridorsalidae
Oridorsalidae es una familia de foraminíferos bentónicos de la superfamilia Chilostomelloidea, del suborden Rotaliina y del orden Rotaliida. Su rango cronoestratigráfico abarca desde el Oligoceno hasta la Actualidad.

## Clasificación
Oridorsalidae incluye a los siguientes géneros:
- Oridorsalis
- Schwantzia